# Agudos (kommun)
Agudos är en kommun i Brasilien.   Den ligger i delstaten São Paulo, i den södra delen av landet, 800 km söder om huvudstaden Brasília. Antalet invånare är 34 532.
Följande samhällen finns i Agudos:
- Agudos

I omgivningarna runt Agudos växer i huvudsak städsegrön lövskog. Runt Agudos är det glesbefolkat, med 12 invånare per kvadratkilometer.